# Sarzeau
Sarzeau (bret. Sarzhav) – miejscowość i gmina we Francji, w regionie Bretania, w departamencie Morbihan.
Według danych na rok 1990 gminę zamieszkiwały 4972 osoby, a gęstość zaludnienia wynosiła 83 osoby/km² (wśród 1269 gmin Bretanii Sarzeau plasuje się na 81. miejscu pod względem liczby ludności, natomiast pod względem powierzchni na miejscu 43.).